# NGC 1799
NGC 1799 ist eine Linsenförmige Galaxie vom Hubble-Typ S0 im Sternbild Eridanus am Südsternhimmel.  Sie ist schätzungsweise 194 Millionen Lichtjahre von der Milchstraße entfernt und hat einen Durchmesser von etwa 65.000 Lichtjahren. Vermutlich bildet sie mit NGC 1797 ein gravitativ gebundenes Galaxienpaar.
Das Objekt wurde am 13. Februar 1887 von Lewis Swift entdeckt.